# الحساس LM35

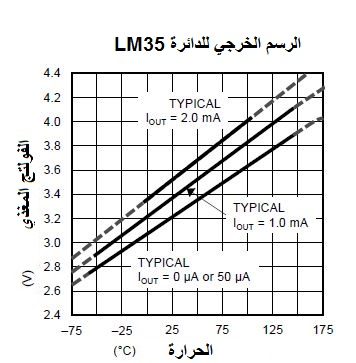
الخرج الفولتي متناسب خطيا مع الحرارة المئوية

الحساس LM 35 هو حساس لقياس درجة الحرارة ذا خرج فولتي متناسب خطيَا مع درجة الحرارة بالمقياس المئوي.
وLM 35 لا يحتاج إعادة ضبط كل مرة كما يحصل في بعض الحساسات. نطاق درجات الحرارة المقاسة يتراوح من -55 إلى 150 درجة مئوية بدقة 0.05%.

## ميزاته
- مناسب لقياس الحرارة في الأماكن البعيدة النائية
- الحرارة الذاتية منخفضة،0.08 °C،
- ذا مقاومة خرجية منخفضة
- حساسية 10 mv/c

## استعمالاته
يمكن استعماله مع متحكمات دقيقة عديدة منها الرسبري باي والآردوينو
يستعمل في المعامل الدراسيه لي إجراء التجارب

## الوصف

شكل الحساس LM35

LM35 هو دائرة متكاملة ذا ثلاث أرجل كما هو موضح في الشكل. الفولتج المغذي يتراوح ما بين 4 إلى 30V
LM35 هو حساس شكله الخارجي متل الترانستر